# پویانمایی بزرگسالان
پویانمایی بزرگسالان، کارتون بزرگسالان یا انیمیشن بالغ‌ها، (به انگلیسی: Adult Animation) نوعی پویانمایی است که عمدتاً برای بزرگسالان و نوجوانان بزرگ‌تر، بر خلاف کودکان یا مخاطبان در تمام سنین ساخته می‌شود. آثاری در این ژانر به دلایل مختلفی از جمله مضامین پیچیده، محتوای جنسی یا پیشنهادی، خشونت گرافیکی، زبان نامناسب یا کمدی سیاه ممکن است بزرگسال تلقی شود. آثاری در این ژانر ممکن است موضوعات فلسفی، سیاسی یا اجتماعی را کشف کند. برخی از تولیدات برای تکنیک‌های پیچیده و یا تجربی داستان‌پردازی و انیمیشن ذکر شده‌است.
در ایالات متحدهٔ آمریکا، پیش از اجرای قانون هایس، برخی از کارتون‌های کوتاه حاوی طنز بودند که بیشتر به جای کودکان‌، مخاطبان بزرگسال را هدف قرار می‌دادند. پس از معرفی سیستم درجه‌بندی فیلم‌ها توسط انجمن تصاویر متحرک آمریکا، تولیدکنندگان انیمیشن مستقل اقدام به ایجاد جایگزینی برای انیمیشن اصلی کردند. در ابتدا، استودیوی انیمیشن در ایالات متحده سعی در تولید انیمیشن برای مخاطبان بزرگسال داشتند، اما فقط نمونه‌های اندکی از انیمیشن تولید شده برای بزرگسالان، توجه و موفقیت اصلی را به دست آورد.